# Ligne de Saint-Méen à Loudéac
La ligne de Saint-Méen à Loudéac est une ligne de chemin de fer française à voie métrique faisant partie de l'ancien Réseau breton, située dans les départements des Côtes-du-Nord et d'Ille-et-Vilaine.

## Histoire
La loi du 17 juillet 1879 (dite plan Freycinet) portant classement de 181 lignes de chemin de fer dans le réseau des chemins de fer d’intérêt général retient en n° 71, une ligne de « La Brohinière à la ligne de Châteaulin à Landerneau, par Loudéac et Carhaix ». La ligne est déclarée d'utilité publique par une loi le 21 mai 1881.
La ligne est concédée à titre définitif par l'État à la Compagnie des chemins de fer de l'Ouest par une convention signée entre le ministre des Travaux publics et la compagnie le 17 juillet 1883. Cette convention est approuvée par une loi le 20 novembre suivant.
La ligne est ouverte le 1er octobre 1904entre Loudéac et Saint-Lubin-le-Vaublanc et le 12 août 1907 entre Saint Lubin-le-Vaublanc et La Brohinière. Elle constitue la ligne no 5 du Réseau breton. Elle est fermée au trafic voyageurs le 4 octobre 1953 et au trafic marchandises le 3 juillet 1967.
La ligne a été déclassée par décret le 9 août 1969.
Actuellement la ligne est transformée en voie verte.

## Exploitation
L'exploitation était assurée par la Société générale des chemins de fer économiques (SE) avec laquelle la Compagnie des chemins de fer de l'Ouest avait signé le 5 mars 1886, une convention d'affermage pour l'exploitation des lignes du réseau breton. Cette convention a été approuvée par décret le 5 mars 1887.

## Tracé
La ligne à une longueur de 58,069 kilomètres. Elle a son origine en gare de Loudéac puis atteint Saint-Lubin-le-Vaublanc, Merdrignac. Elle dessert ensuite Saint-Méen, puis atteint la  gare de La Brohinière, où elle rejoint la ligne Paris - Brest. 
Le parcours de  Saint Méen à La Brohinière est commun à la ligne de Ploërmel à La Brohinière, la voie métrique étant posée à côté de la voie normale.